# Frizzle Sizzle

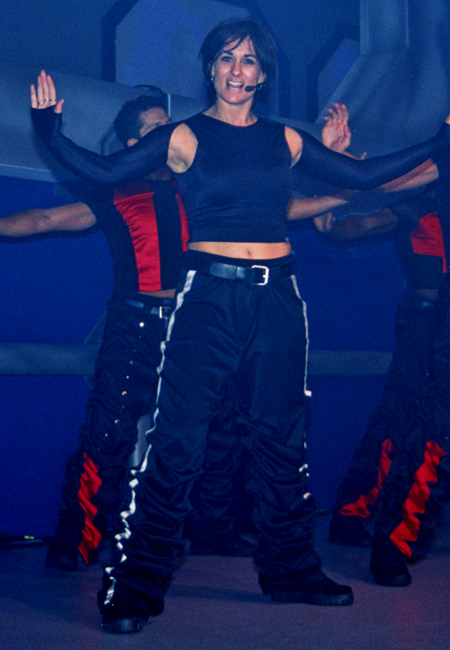
Laura Vlasblom (1999)

Frizzle Sizzle war eine niederländische Girlgroup der 1980er Jahre. Die Mitglieder waren Karin Vlasblom (* 10. August 1967), Laura Vlasblom (* 8. Oktober 1968), Mandy Huydts (* 9. April 1969) und Marjon Keller (* 2. Juni 1970).

## Werdegang
1981 debütierten die Mädchen beim TV-Kinderchor Kinderen voor Kinderen. 1984 wurde die Girlgroup formiert. Sie wurden ausgewählt, die Niederlande beim Eurovision Song Contest 1986 in Bergen zu vertreten. Mit dem tropisch angehauchten Popsong Alles heeft een ritme landeten sie auf Platz 13. Ein Jahr später erschien das einzige Album der Band. 1990 trennte sich die Gruppe.
Im Jahr 2014 gab die Girlgroup ein einmaliges Comeback als Stargast bei der Veranstaltung Eurovision in Concert in Amsterdam.

## Diskografie

### Alben
| Jahr | Titel      | Höchstplatzierung, Gesamtwochen, AuszeichnungChartsChartplatzierungen (Jahr, Titel, Platzierungen, Wochen, Auszeichnungen, Anmerkungen) | Anmerkungen |
| Jahr | Titel      | NL | Anmerkungen |
| ---- | ---------- | --- | ----------- |
| 1987 | First Date | NL13 (9 Wo.)NL |             |

### Singles
| Jahr | Titel Album              | Höchstplatzierung, Gesamtwochen, AuszeichnungChartsChartplatzierungen (Jahr, Titel, Album, Platzierungen, Wochen, Auszeichnungen, Anmerkungen) | Anmerkungen |
| Jahr | Titel Album              | NL | Anmerkungen |
| ---- | ------------------------ | --- | ----------- |
| 1986 | Alles Heeft Ritme –      | NL21 (5 Wo.)NL |             |
| 1987 | Talk It Over First Date  | NL14 (9 Wo.)NL |             |
| 1987 | Second Chance First Date | NL38 (3 Wo.)NL |             |